# Solheim Cup 2009
Die Spiele des 11. Solheim Cup wurden vom 21. bis 23. August 2009 im Rich Harvest Farms in Sugar Grove, Illinois, westlich von Chicago ausgetragen. Der alle zwei Jahre ausgetragene dreitägige Wettbewerb ist das größte Profigolfturnier im Frauengolf, bei dem die besten zwölf Golferinnen der USA und Europa gegeneinander antreten. Bis zu 90.000 Fans verfolgten die Spiele.
Die USA gewann den Cup zum dritten Mal in Folge mit 16 - 12. Bis zum letzten Tag stand es noch 8 zu 8, aber die USA gewann 8 der 12 Einzelspiele und konnte damit den Solheim Cup behalten.

## Teams
Die Mannschaften der USA und von Europa wurden nach unterschiedlichen Methoden ausgewählt.
Für das Team der USA qualifizierte man sich, indem man Punkte für Siege und Top-20-Platzierungen auf der LPGA Tour über eine Zeit von zwei Jahren erhielt. Punkte wurden ab der State Farm Classic 2007 bis zur Women’s British Open 2009 gezählt. Die 10 Spielerinnen mit den meisten Punkten wurden automatisch für das Team der USA nominiert. Zwei zusätzliche Spielerinnen wurden von der Kapitänin Beth Daniel nach den Women’s British Open am 2. August 2009 ausgewählt.
Beim Team Europa wurden die besten 5 Spielerinnen des LET Solheim Cup Rankings, sowie die vier besten European LET Mitgliedern in der Rolex Weltrangliste, die nicht schon über das LET Solheim Cup Ranking qualifiziert sind, ausgewählt. Dazu wurden von der Kapitänin noch drei weitere Spielerinnen nominiert. Punkte für das LET Solheim Cup Ranking bekam man durch Top-10-Platzierungen bei offiziellen LET Events.

### Team USA
| Team USA           |       |                |             |        |               |                                     |
| Name               | Alter | Aus*           | Punkte Rang | Punkte | Rolex Ranking | Notizen                             |
| Beth Daniel        | 52    | Florida        |             |        |               | non-playing captain                 |
| Kelly Robbins      | 39    | Michigan       |             |        |               | non-playing assistant captain       |
| Meg Mallon         | 46    | Florida        |             |        |               | non-playing assistant captain       |
| Paula Creamer      | 22    | Kalifornien    | 1           | 826.5  | 5             |                                     |
| Cristie Kerr       | 31    | Florida        | 2           | 735.5  | 3             |                                     |
| Angela Stanford    | 31    | Texas          | 3           | 579.0  | 8             |                                     |
| Kristy McPherson   | 28    | South Carolina | 4           | 321.0  | 18            | Solheim Cup rookie                  |
| Nicole Castrale    | 30    | Kalifornien    | 5           | 314.0  | 44            |                                     |
| Christina Kim      | 25    | Kalifornien    | 6           | 312.0  | 42            |                                     |
| Brittany Lang      | 23    | Texas          | 7           | 301.5  | 30            | Solheim Cup rookie                  |
| Morgan Pressel     | 21    | Florida        | 8           | 277.0  | 26            |                                     |
| Brittany Lincicome | 23    | Florida        | 9           | 250.0  | 23            |                                     |
| Natalie Gulbis     | 26    | Nevada         | 10          | 201.0  | 48            |                                     |
| Michelle Wie       | 19    | Hawaii         | 13          | 166.5  | 24            | captain's pick / Solheim Cup rookie |
| Juli Inkster       | 49    | Kalifornien    | 16          | 152.0  | 45            | captain's pick                      |

*Bundesstaat, für den die Spielerin startet.

Rolex Ranking vom 2. August 2009. Das Rolex Ranking ist unabhängig von der US-Team-Auswahl, es dient nur dem Vergleich zu den Europäerinnen.

### Team Europe
| Team Europe       |       |                           |             |               |                                   |
| Name              | Alter | Heimatstadt*              | LET ranking | Rolex ranking | Notizen                           |
| Alison Nicholas   | 47    | Birmingham, England       |             |               | non-playing captain               |
| Liselotte Neumann | 43    | Finspång, Schweden        |             |               | non-playing assistant captain     |
| Joanne Morley     | 42    | Cheshire, England         |             |               | non-playing assistant captain     |
| Gwladys Nocera    | 34    | Moulins, Frankreich       | 1           | 130           |                                   |
| Tania Elosegui    | 27    | San Sebastián, Spanien    | 2           | 191           | Solheim Cup rookie                |
| Diana Luna        | 26    | Cannes, Italien           | 3           | 218           | Solheim Cup rookie                |
| Laura Davies      | 45    | Surrey, England           | 4           | 92            |                                   |
| Sophie Gustafson  | 35    | Varberg, Schweden         | 5           | 34            |                                   |
| Suzann Pettersen  | 28    | Oslo, Norwegen            | 7           | 6             |                                   |
| Helen Alfredsson  | 44    | Göteborg, Schweden        | 10          | 10            |                                   |
| Catriona Matthew  | 39    | North Berwick, Schottland | 13          | 14            |                                   |
| Maria Hjorth      | 35    | Falun, Schweden           | 14          | 35            |                                   |
| Becky Brewerton   | 26    | St Asaph, Wales           | 11          | 155           | captain's pick                    |
| Anna Nordqvist    | 22    | Eskilstuna, Schweden      | 20          | 22            | captain's pick/Solheim Cup rookie |
| Janice Moodie     | 36    | Glasgow, Schottland       | 67          | 88            | captain's pick                    |

*Heimatstadt im Heimatland.

LET Ranking am 2. August, 2009

Rolex Ranking am 2. August, 2009

## Tag eins
Freitag, 21. August 2009

### Morning fourball
|                     | Results |                  |
| ------------------- | ------- | ---------------- |
| Gustafson/Pettersen | 1 up    | Kerr/Creamer     |
| Alfredsson/Elosegui | 1 up    | Stanford/Inkster |
| Davies/Brewerton    | 5 & 4   | Lang/Lincicome   |
| Matthew/Hjorth      | halved  | Pressel/Wie      |
| 1½                  | Session | 2½               |
| 1½                  | Overall | 2½               |

### Afternoon foursomes
|                     | Results |                     |
| ------------------- | ------- | ------------------- |
| Gustafson/Pettersen | 4 & 2   | Kim/Gulbis          |
| Brewerton/Nocera    | 3 & 1   | Stanford/Castrale   |
| Hjorth/Nordqvist    | 3 & 2   | McPherson/Lincicome |
| Matthew/Moodie      | 2 & 1   | Creamer/Inkster     |
| 2                   | Session | 2                   |
| 3½                  | Overall | 4½                  |

## Tag zwei
Samstag, 22. August 2009

### Morning fourball
|                     | Results |                     |
| ------------------- | ------- | ------------------- |
| Alfredsson/Elosegui | 5 & 4   | Kim/Wie             |
| Matthew/Luna        | halved  | Stanford/Lang       |
| Pettersen/Nordqvist | 1 up    | Kerr/Castrale       |
| Nocera/Hjorth       | 1 up    | Lincicome/McPherson |
| 2½                  | Session | 1½                  |
| 6                   | Overall | 6                   |

### Afternoon foursomes
|                      | Results |                   |
| -------------------- | ------- | ----------------- |
| Gustafson/Moodie     | 4 & 3   | Creamer/Inkster   |
| Alfredsson/Pettersen | 2 up    | McPherson/Pressel |
| Brewerton/Nocera     | 5 & 4   | Gulbis/Kim        |
| Nordqvist/Hjorth     | 1 up    | Kerr/Wie          |
| 2                    | Session | 2                 |
| 8                    | Overall | 8                 |

## Tag drei
Sonntag, 23. August 2009

### Singles
|                  | Results |                    |
| ---------------- | ------- | ------------------ |
| Suzann Pettersen | 3 & 2   | Paula Creamer      |
| Becky Brewerton  | 5 & 4   | Angela Stanford    |
| Helen Alfredsson | 1 up    | Michelle Wie       |
| Laura Davies     | halved  | Brittany Lang      |
| Gwladys Nocera   | halved  | Juli Inkster       |
| Catriona Matthew | 3 & 2   | Kristy McPherson   |
| Sophie Gustafson | 3 & 2   | Brittany Lincicome |
| Diana Luna       | 3 & 2   | Nicole Castrale    |
| Tania Elosegui   | 2 up    | Christina Kim      |
| Maria Hjorth     | halved  | Cristie Kerr       |
| Anna Nordqvist   | 3 & 2   | Morgan Pressel     |
| Janice Moodie    | halved  | Natalie Gulbis     |
| 4                | Session | 8                  |
| 12               | Overall | 16                 |